# Giáo hoàng Thêôđorô I
Thêôđorô I (Tiếng Latinh: Theodorus I) là vị giáo hoàng thứ 73 của Giáo hội Công giáo. Theo niên giám tòa thánh năm 1806 thì ông đắc cử Giáo hoàng vào năm 642 và ở ngôi Giáo hoàng trong 6 năm 5 tháng 9 ngày. Niên giám năm 2003 xác định triều đại của ông kéo dài từ ngày 24 tháng 11 năm 642 cho tới ngày 14 tháng 5 năm 649.
Truyền thống cho rằng Theodore sinh tại Jerusalem nhưng cha mẹ là người Hy Lạp. Ông là người đã thêm từ "tối cao" vào tước hiệu "pontifex" (giáo chủ) và tái lập trật tự cho pháp quyền nội bộ của hàng giáo sĩ. Ông là người đầu tiên đã lấy lại tước hiệu Giám mục tối cao đã bị bỏ xó không dùng nữa từ thời tàn của tôn giáo Rôma cổ. Kể từ vị Giáo hoàng này, người ta có thể nói về chức Giám mục mà không phạm sự lỗi thời.
Ông cũng chống lại Nhất chí thuyết và bị Hoàng Đế Constans II ngăn cấm việc giải quyết các vấn đề thần học. Trong thời gian cai quản của Giáo hoàng Theodore I vào năm 648, hoàng đế Constans II đã ban hành chiếu chỉ Type cùng với chiếu chỉ Ecthèse của Hêracliô (638) về lạc thuyết Monothelisme. Lúc này, các nhà thần học phát hiện sai lầm Trình Bày Đức Tin (Ecthèse) của Hêracliô. Ở Phi Châu các công đồng tỉnh lên án. Rôma cũng lên án lạc giáo.
Hoàng đế Constans II, năm 648, thay thế bản Trình Bày Đức Tin bằng một tư liệu mới, gọi là Điển Hình Đức Tin, cấm bàn bạc đến số lượng ý chí, hoặc nghị lực, nơi ngôi vị Đức Kitô, điều này khá khôn ngoan, nhưng công thức hoá quá dở, chính thống không sao chấp nhận được. Những bất đồng nghiêm trọng giữa Giáo hoàng và hoàng đế Đông Phương Constans II do đó, người ta nghi ngờ ông chết vì bị đầu độc.